# Diócesis de Ekiti
La diócesis de Ekiti (en latín: Dioecesis Ekitiensis y en inglés: Roman Catholic Diocese of Ekiti) es una circunscripción eclesiástica de la Iglesia católica en Nigeria. Se trata de una diócesis latina, sufragánea de la arquidiócesis de Ibadán. Desde el 17 de abril de 2010 su obispo es Felix Femi Ajakaye.

## Territorio y organización
La diócesis tiene 5888 km² y extiende su jurisdicción sobre los fieles católicos de rito latino residentes en el estado de Ekiti y una mínima parte del estado de Kwara.
La sede de la diócesis se encuentra en la ciudad de Ado Ekiti, en donde se halla la Catedral de San Patricio.
En 2021 en la diócesis existían 63 parroquias.

## Historia
La diócesis de Ado-Ekiti fue erigida el 30 de julio de 1972 con la bula Divinum mandatum del papa Pablo VI, derivando el territorio de la diócesis de Ondo. Originalmente era sufragánea de la arquidiócesis de Lagos.
El 11 de diciembre de 1972 asumió su actual nombre de diócesis de Ekiti.
El 26 de marzo de 1994 pasó a formar parte de la provincia eclesiástica de la arquidiócesis de Ibadán.

## Estadísticas
Según el Anuario Pontificio 2022 la diócesis tenía a fines de 2021 un total de 446 475 fieles bautizados.
| Año                                                                             | Población            | Población | Población      | Sacerdotes | Sacerdotes    | Sacerdotes    | Bautizados por sacerdote | Diáconos permanentes | Religiosos | Religiosos | Parroquias |
| Año                                                                             | Bautizados católicos | Total     | % de católicos | Total      | Clero secular | Clero regular | Bautizados por sacerdote | Diáconos permanentes | Varones    | Mujeres    | Parroquias |
| ------------------------------------------------------------------------------- | -------------------- | --------- | -------------- | ---------- | ------------- | ------------- | ------------------------ | -------------------- | ---------- | ---------- | ---------- |
| 1980                                                                            | 88 000               | 1 549 000 | 5.7            | 18         | 6             | 12            | 4888                     |                      | 12         | 16         | 12         |
| 1990                                                                            | 110 800              | 1 830 000 | 6.1            | 23         | 21            | 2             | 4817                     |                      | 2          | 41         | 21         |
| 1999                                                                            | 130 000              | 1 788 000 | 7.3            | 36         | 29            | 7             | 3611                     |                      | 7          | 56         | 37         |
| 2000                                                                            | 200 100              | 1 945 300 | 10.3           | 45         | 39            | 6             | 4446                     |                      | 6          | 53         | 36         |
| 2001                                                                            | 207 312              | 1 950 000 | 10.6           | 44         | 39            | 5             | 4711                     |                      | 5          | 52         | 34         |
| 2002                                                                            | 216 116              | 2 050 000 | 10.5           | 40         | 34            | 6             | 5402                     |                      | 6          | 48         | 36         |
| 2003                                                                            | 217 117              | 2 051 000 | 10.6           | 47         | 40            | 7             | 4619                     |                      | 7          | 56         | 44         |
| 2004                                                                            | 218 466              | 2 143 956 | 10.2           | 48         | 42            | 6             | 4551                     |                      | 6          | 58         | 47         |
| 2006                                                                            | 329 275              | 2 208 213 | 14.9           | 58         | 53            | 5             | 5677                     |                      | 5          | 55         | 61         |
| 2013                                                                            | 375 514              | 2 763 000 | 13.6           | 83         | 76            | 7             | 4524                     |                      | 10         | 66         | 62         |
| 2016                                                                            | 388 629              | 2 945 217 | 13.2           | 91         | 85            | 6             | 4270                     |                      | 9          | 75         | 62         |
| 2019                                                                            | 421 670              | 3 224 660 | 13.1           | 91         | 86            | 5             | 4633                     |                      | 8          | 58         | 63         |
| 2021                                                                            | 446 475              | 3 414 370 | 13.1           | 101        | 97            | 4             | 4420                     |                      | 7          | 67         | 63         |
| Fuente: Catholic-Hierarchy, que a su vez toma los datos del Anuario Pontificio. |                      |           |                |            |               |               |                          |                      |            |            |            |

## Episcopologio
- Michael Patrick Olatunji Fagun (30 de julio de 1972-17 de abril de 2010 retirado)
- Felix Femi Ajakaye, por sucesión el 17 de abril de 2010